# Комитет внешнеэкономических связей при Министерстве иностранных дел Российской Федерации
Комитет внешнеэкономических связей при Министерстве иностранных дел РСФСР (КВЭС РСФСР) — орган государственного управления, обеспечивавший разработку и проведение единой государственной внешнеэкономической политики в соответствии с решениями высших органов государственной власти и управления РСФСР в 1991—1992 годах.

## История
Комитет внешнеэкономических связей РСФСР был образован в составе Министерства иностранных дел РСФСР на базе Министерства внешних экономических связей РСФСР и Государственного лицензионного комитета РСФСР Указом президента РСФСР от 11 ноября 1991 года № 191; этим же указом председателем КВЭС РСФСР — первым заместителем министра иностранных дел РСФСР назначен П. О. Авен (см. Ведомости Съезда народных депутатов РСФСР и Верховного Совета РСФСР, 1991, № 46, ст. 1577).
Постановлением Правительства РСФСР № 50 от 18 декабря 1991 года «О Комитете внешнеэкономических связей при Министерстве иностранных дел РСФСР» было установлено, что КВЭС РСФСР является органом государственного управления РСФСР и обеспечивает разработку и проведение единой государственной внешнеэкономической политики в соответствии с решениями высших органов государственной власти и управления РСФСР.
Этим же постановлением Правительства РСФСР был определён основной круг задач КВЭС РСФСР:
- разработка предложений по формированию концепции развития внешних экономических связей и основных принципов внешнеэкономической политики РСФСР;
- обеспечение проведения единой валютной и кредитной политики и осуществление контроля за соблюдением министерствами, ведомствами, объединениями, предприятиями, организациями (независимо от форм собственности) и предпринимателями государственных интересов на внешнем рынке, координацию их внешнеэкономической деятельности, включая взаимные обязательства сторон по международным договорам РСФСР;
- осуществление контроля за поступлением в Республиканский валютный резерв РСФСР валютных средств и их расходованием на основе прогнозов поступлений и устанавливаемых Правительством РСФСР и Валютно — экономическим советом РСФСР платежей по экспортно — импортным операциям, а также за состоянием расчётов с зарубежными странами;
- участие в управлении внешним долгом России и организацию работы по погашению долгов иностранных государств;
- подготовка и подписание платежных соглашений с иностранными государствами и межправительственных соглашений и протоколов о получении иностранных кредитов и о предоставлении государственных кредитов;
- изучение конъюнктуры и прогнозирование тенденций развития мировых товарных рынков, методологическое, информационное и консультационное обеспечение российских участников внешнеэкономических связей по ценовым, валютно-финансовым, кредитным, правовым вопросам, а также по вопросам качества и технических требований внешнего рынка к поставляемой на экспорт продукции;
- контроль за уровнем внешнеторговых цен по основным экспортным и импортным товарам, в том числе по закупаемым за счет валютного резерва республики товарам, машинам и оборудованию с оплатой наличными и на условиях кредита;
- участие в разработке и проведении общегосударственной политики привлечения иностранных инвестиций на территории РСФСР;
- осуществление государственного регулирования внешнеэкономической деятельности на территории РСФСР, включая лицензирование экспорта и импорта товаров, работ и услуг;
- осуществление военно-технического сотрудничества с зарубежными странами;
- участие в работе международных экономических организаций и органов, межправительственных комиссий по торгово-экономическому и научно-техническому сотрудничеству с зарубежными странами и координацию деятельности в них министерств и ведомств;
- организация работы внешнеэкономических представительств РСФСР в зарубежных странах;
- разработка предложений о заключении международных договоров РСФСР по вопросам внешнеэкономических связей, проведение переговоров и заключение договоров по поручению Правительства РСФСР.

В соответствии с постановлением Правительства РСФСР № 50 от 18 декабря 1991 года КВЭС РСФСР было также предписано принять от упразднённых Министерства внешнеэкономических связей РСФСР, Государственного лицензионного комитета РСФСР, Министерства внешних экономических связей СССР и их подведомственных подразделений и организаций всю материально-техническую базу, расположенную как на территории РСФСР, так и за рубежом.
Указом президента России от 22 февраля 1992 года № 175 КВЭС при Министерстве иностранных дел РСФСР реорганизован в Министерство внешних экономических связей Российской Федерации.